# Héros (1778)
Pour les articles homonymes, voir Héros (homonymie).
Pour les navires du même nom, voir Le Héros.
Le Héros est un vaisseau de ligne de 74 canons de la Marine royale française. C'est un vaisseau de force à deux ponts construit selon les normes définies dans les années 1740 par les constructeurs français pour obtenir un bon rapport coût/manœuvrabilité/armement afin de pouvoir tenir tête à la marine anglaise qui dispose de beaucoup plus de navires depuis la fin des guerres de Louis XIV. Il est célèbre pour avoir été le vaisseau amiral du bailli de Suffren pendant la guerre d'indépendance des États-Unis. Il participe à six batailles navales (et un débarquement) depuis l'Atlantique jusqu'aux côtes indiennes en 1781-1783. Il est détruit lors du siège de Toulon, en 1793.

## Caractéristiques générales

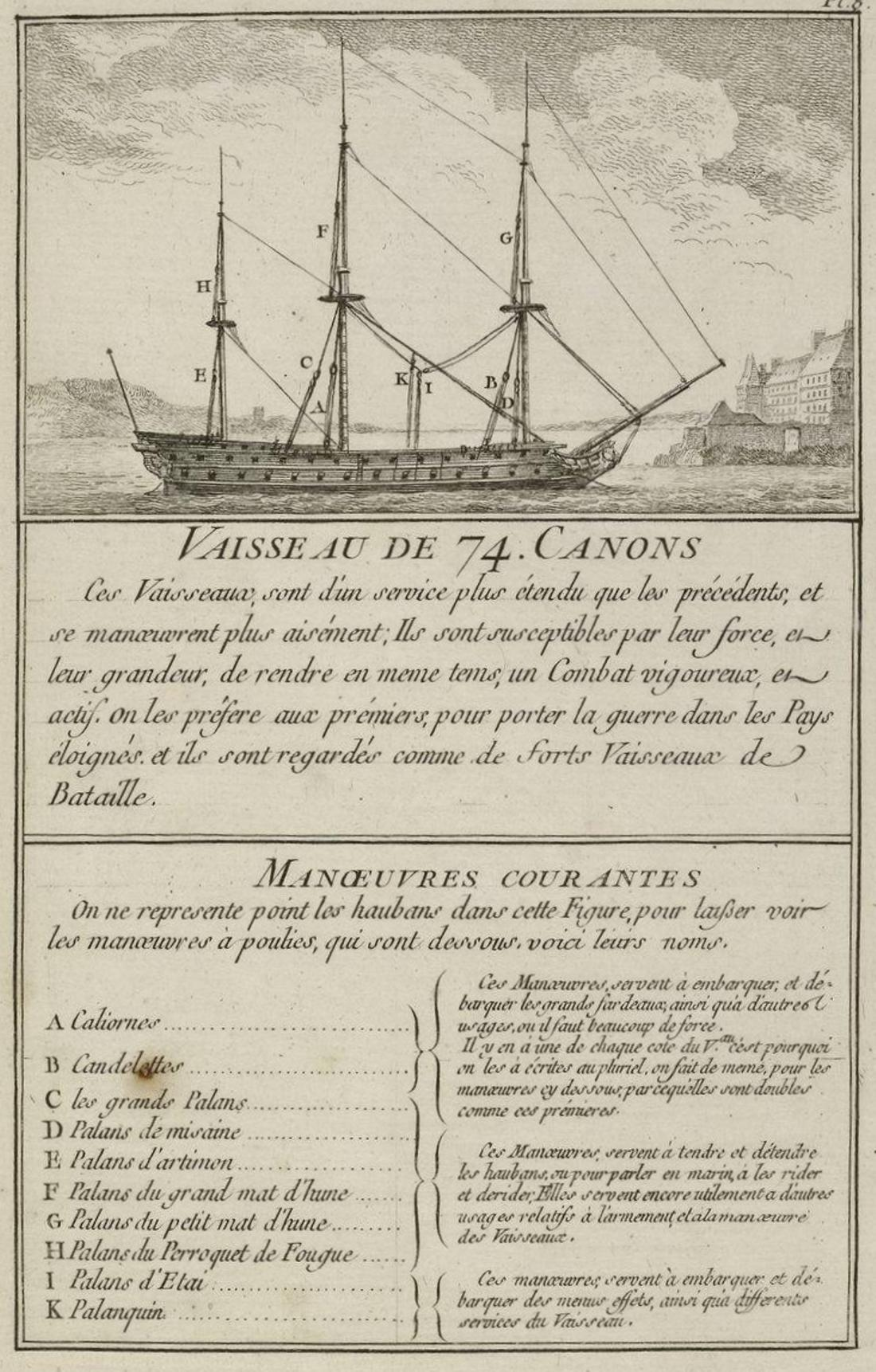
Vaisseau de 74 canons. Le Héros appartient à cette classe développée depuis les années 1740 pour trouver une riposte à la Royal Navy.

Le Héros est lancé en 1778 pendant la mobilisation navale qui correspond à l'entrée de la France dans la guerre d'Indépendance américaine. Il est construit aux chantiers de Toulon sur les plans de Joseph Marie Blaise Coulomb. Sans être standardisé, le Héros, partage les caractéristiques communes de tous les « 74 canons » construits à des dizaines d’exemplaires jusqu’au début du XIXe siècle et qui répond à la volonté des responsables navals d’exploiter au mieux cette excellente catégorie de navire de guerre. Il bénéficie du doublage de sa coque au cuivre et passe pour « bon marcheur », c'est-à-dire rapide dans le langage du XVIIIe siècle.
Comme pour tous les vaisseaux de guerre de l’époque, sa coque est en chêne. Son gréement, (mâts et vergues) est en pin. Il y a aussi de l’orme, du tilleul, du peuplier et du noyer pour les affûts des canons, les sculptures des gaillards et les menuiseries intérieures. Les cordages (80 tonnes) et les voiles (à peu près 2 500 m2) sont en chanvre. Un jeu de voiles et de cordages de secours est stocké en soûte. Prévu pour pouvoir opérer pendant des semaines très loin de ses bases européennes s’il le faut, ses capacités de transport sont considérables. Il emporte pour trois mois de consommation d’eau, complétée par six mois de vin. S’y ajoute pour cinq à six mois de vivres, soit plusieurs dizaines de tonnes de biscuits, farine, légumes secs et frais, viande et poisson salé, fromage, huile, vinaigre, sel, sans compter du bétail sur pied qui sera abattu au fur et à mesure de la campagne.
Le bâtiment porte l'armement habituel des « 74 canons », soit :
- 28 canons de 36 livres dans sa première batterie (les plus gros calibres en service dans la flotte à cette époque) ;
- 30 canons de 18 livres dans sa seconde batterie ;
- 16 canons de 8 livres sur ses gaillards.

Cette artillerie en fer pèse 215 tonnes. Lorsqu'elle tire, elle peut délivrer une bordée pesant 838 livres (soit à peu près 410 kg) et le double si le navire fait feu simultanément sur les deux bords. Le vaisseau embarque près de 6 000 boulets pesants au total 67 tonnes. S’y ajoute des boulets ramés, chaînés et beaucoup de mitraille (8 tonnes). Il y a 20 tonnes de poudre noire, stockée sous forme de gargousses ou en vrac dans les profondeurs du vaisseau. En moyenne, chaque canon dispose de 50 à 60 boulets.

## Une carrière intense

### Six batailles en vingt-sept mois

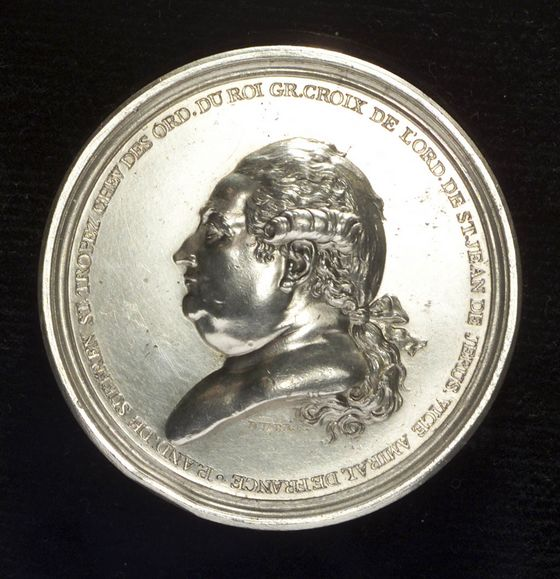
Le Héros est le navire amiral de Suffren lors de sa campagne aux Indes en 1781-1783. (National Maritime Museum)

Les « Indes orientales ». Le Héros y livre cinq des six combats de Suffren.

En 1781, il est confié au bailli de Suffren chargé d’aller porter la guerre en Inde avec quatre autres vaisseaux et en escortant huit transports embarquant un millier de soldats. Bien que partant de Brest, les officiers et sous-officiers sont en grande partie des Provençaux, Suffren ayant obtenu le privilège d'embarquer les hommes de son choix. Comme tous les navires de cette puissance, on compte à peu près 10 hommes par canon, soit 712 membres d'équipage. Le 22 mars 1781, c'est l'appareillage vers l'Atlantique sud.
Le navire est engagé, le 16 avril, contre les forces du commodore Johnstone qui font escale au cap Vert en attendant d’aller attaquer Le Cap. Suffren faufile Le Héros jusqu’au centre du dispositif adverse pour essayer de le détruire au mouillage. Le vaisseau soutient presque seul le combat car les autres navires, moins bien commandés ou manœuvrés, sont peu ou pas engagés. Pendant plus d'une heure, Le Héros assure un feu continuel qui fait de gros dégâts dans les navires anglais. À l’issue de l’affrontement, il prend en remorque l’Annibal qui a été complètement démâté par les tirs anglais et dont le commandant a été tué.
Le Héros stationne ensuite du 21 juin au 29 août 1781 au Cap pour mettre la colonie hollandaise en défense (face à une menace de débarquement anglais) et réparer les dégâts subis à Porto Praya. Le 25 octobre, il arrive à l’île de France pour faire sa jonction avec les six bâtiments qui y stationnent. Les onze navires, avec Le Héros comme vaisseau amiral, quittent l’île le 7 décembre 1781 pour aller attaquer les forces anglaises en Inde.
Le 17 février 1782, il participe à la bataille de Sadras, au large des côtes de Coromandel. Suffren l’engage contre le centre du dispositif anglais où il endommage gravement le HMS Superb (74 canons), le navire du contre-amiral Edward Hughes qui est touché sous la ligne de flottaison. Le Héros stationne ensuite à Pondichéry et Porto-Novo avec le reste de l’escadre pour y débarquer les troupes du général Duchemin (21 février au 23 mars 1782).
Le 12 avril, toujours comme vaisseau amiral de Suffren, il est engagé dans la dure bataille de Provédien, au large des côtes de Ceylan. Le Héros attaque « à portée de fusil » le HMS Superb de Hughes qui subit un début d’incendie, puis le Monthmouth qui démâte et sort de la ligne anglaise. Mais Le Héros est très atteint dans son gréement puis perd son mât de hune de misaine. Le vaisseau n’étant plus manœuvrable, Suffren doit le quitter en plein combat pour passer sur l’Ajax (64). Le navire stationne ensuite à Batticaloa, sur la côte de Ceylan, du 30 avril au 3 juin, pour réparer les avaries et faire reposer l’équipage, (comme pour le reste de l’escadre).
Le 6 juillet, Le Héros participe au combat de Négapatam. Le vent, qui change brusquement de direction, disloque les deux lignes et la bataille tourne à la mêlée générale. Le Héros secourt le Brillant (64), qui a perdu son grand mât, puis essaye d’engager le combat avec le HMS Superb de Hughes mais celui-ci se dérobe et les deux escadres se séparent pour la troisième fois après un combat indécis. Le 8 juillet 1782, Le Héros fait escale à Gondelour où il stationne avec le reste de l’escadre jusqu’au 1er août. Suffren y rencontre le nabab Haidar Alî venu avec son armée conclure une alliance contre les Anglais. Le navire lève ensuite l’ancre pour Ceylan.
Du 9 août au 23 août 1782, Le Héros et le reste de l’escadre mouille de nouveau à Batticaloa (Ceylan) pour y recevoir deux vaisseaux de renforts et dix sept transports chargés de troupes et de munitions arrivés de France. Le navire y subit alors des travaux d’entretien sur la carène. Le Héros est « mis sur le côté » pour changer le doublage de bois qui protège la partie haute des œuvres vives. C’est depuis Le Héros que Suffren prépare l’attaque sur Trinquemalay, le grand port de Ceylan qu’il veut reprendre aux Anglais. Le 25 août, lors du trajet vers Trinquemalay, Le Héros est légèrement endommagé par l’Artésien qui l’aborde sur l’arrière et défonce sa galerie. Cette péripétie ne gène pas la suite des opérations et le vaisseau participe sans encombre au débarquement du 26 août qui se conclut par la prise du port et la reddition de la garnison anglaise le 31 août.
Le 3 septembre 1782, Le Héros retrouve encore une fois sa place de navire amiral lorsque Suffren attaque l’escadre de Hughes venue secourir Trinquemalay. La bataille, particulièrement acharnée, manque de peu de provoquer la perte du navire et de Suffren. Le Héros, accompagné de deux vaisseaux [l’Illustre (74) et l’Ajax (64)], attaque vigoureusement le centre anglais, mais il n’est pas suivi par les autres bâtiments de l’escadre car le vent est tombé sur une partie de la ligne française et nombre de capitaines limitent leurs engagements à une canonnade livrée à bonne distance, contrairement aux ordres de Suffren. Un croquis réalisé par un des officiers de Suffren montre qu’au plus fort de l’action, Le Héros subit pendant plusieurs heures le tir concentrique du HMS Superb (74), du HMS Montmouth (64), du HMS Burford (74) et du HMS Eagle (64). Le navire perd successivement son grand mât et son mât d’artimon, ce qui entraîne le pavillon français dans la mer et fait croire un moment aux Anglais que Suffren vient d’amener ses couleurs. Le navire est finalement dégagé lorsque les vaisseaux français non engagés virent de bord et se portent à son secours. Suffren passe alors sur l’Orient (74) tandis que Le Héros est pris en remorque par le Sphinx. Le navire regagne ensuite Tinquemalay où il mouille jusqu’au 1er octobre. Il y est réparé avec des éléments de mâture prélevés sur les autres vaisseaux et les navires de transport.
En octobre, Le Héros passe à Gondelour avec le reste de l’escadre pour soutenir la garnison française menacée de siège. En novembre-décembre, il hiverne à Sumatra pour se mettre à l’abri de la dangereuse mousson d’hiver sans trop s’éloigner du théâtre des opérations. L’escadre s’y ravitaille et Suffren fait reposer ses équipages. Le 12 novembre Le Héros se transforme en ambassade flottante : Suffren y reçoit une délégation du sultan d’Aceh qui vient saluer l’escadre et qui cherche à être rassurée sur les projets français (le sultan craint une invasion). Le 8 janvier 1783, Le Héros est de retour sur les côtes indiennes et participe à la prise par ruse d’une frégate anglaise puis mouille à Gondelour (6 février).
De février à juin 1783, Le Héros suit les différents mouillages entre la côte de Coromandel et Trinquemalay dont Suffren a fait sa base principale. Le navire est présent dans la rade, le 10 mars, lorsqu’arrivent les gros renforts commandés par Bussy (trois vaisseaux et trente-cinq transports de troupes et de munitions) et que Suffren fait ensuite passer sur les côtes indiennes pour combattre les forces anglaises venues de Madras. Le Héros participe à l’escorte avant de revenir sur Trinquemalay. Le 20 juin 1783, Le Héros est engagé avec toute l’escadre dans la bataille de Gondelour. C’est le dernier affrontement entre les forces de Suffren (15 vaisseaux) à celles de Hughes (18 vaisseaux). Suffren accepte ce combat en infériorité numérique pour lever le blocus sur l’armée de Bussy qui est encerclée à Gondelour. Le Héros participe activement à l’engagement, mais sans Suffren à bord, car les ordres reçus de Versailles obligent le commandeur à diriger son escadre depuis une frégate pour limiter les risques de capture ou de blessure. C’est enfin une belle victoire française (l’escadre de Hughes prend la fuite) qui permet de sauver l’armée de Gondelour, mais sans lendemain, car neuf jours après la bataille arrive la dépêche de la signature de la paix en Europe, signée cinq mois avant.
Le retour vers la France est triomphal. Le 6 octobre, Le Héros lève l’ancre en compagnie du Vengeur et arrive à l'île de France le 12 novembre. Le gouverneur de Port-Louis, M. de Souillac, vient saluer Suffren à bord du vaisseau. Le 29 novembre, accompagné cette fois de la frégate la Cléopâtre, le bâtiment appareille pour le Cap qui est atteint le 22 décembre. Le hasard veut qu’au même moment une escadre anglaise de neuf vaisseaux fasse escale dans la colonie hollandaise. La plupart de ces navires ont combattu Suffren pendant la campagne des Indes, mais sa renommée est telle que tous les officiers anglais se rendent en corps à bord du Héros « pour saluer en personne un maître de leur profession. » Le 3 janvier 1784 le navire reprend sa route et se présente devant Toulon le 26 mars. L’accueil de la population est extraordinaire. La foule se presse pour venir saluer le héros de la campagne des Indes. Une grande fête est organisée à l’hôtel de l’Intendance. Une gazette locale, le Courrier d'Avignon, nous apprend qu’un dessert surprise est servi à Suffren : « On écrit de cette ville (Toulon) qu’il lui fut présenté à un dîner un emblème, dont l’allégorie est aussi ingénieuse que délicatement exprimée. On apporta au dessert un petit vaisseau en sucrerie fait sur le modèle du Héros, ayant le pavillon du commandant ; il était mis sous un bocal de verre au-dessus duquel était placée une couronne de laurier ; à la poupe du vaisseau était écrit en gros caractères le nom du navire, Le Héros, et plus bas on lisait :

« À cette table où tout flatte le goût,

Qu’un cercle brillant environne, 

Ce qu’on doit admirer surtout,

C’est Le Héros que la vertu couronne. »

### L’évolution du navire et de son équipage lors de la campagne des Indes

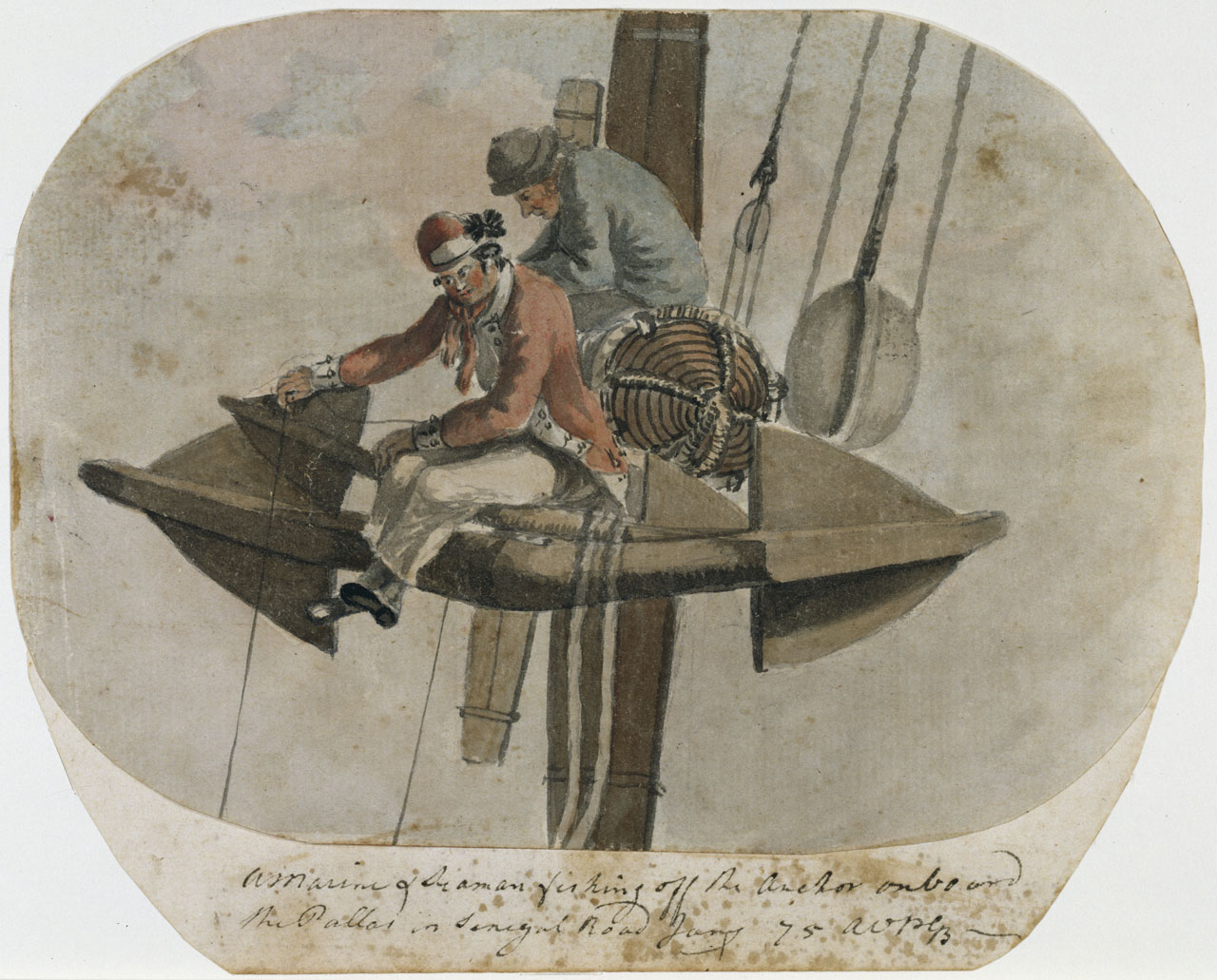
Soldat de marine et matelot au repos. À l’issue de trois ans de campagne, Le Héros a perdu 40 % de son équipage.

Avec six batailles et un débarquement (sur Trinquemalay) donnés en vingt-sept mois de campagne, Le Héros est l’un des vaisseaux de guerre français les plus intensément utilisés au combat. Le navire qui rentre sur Toulon en 1784 n’est plus tout à fait le même que celui qu'il était trois ans auparavant à son départ. Ayant subi deux démâtages (à Provédien et Trinquemalay), les réparations faites avec des agrès pris sur les autres bâtiments ont modifié son allure, bien qu’on n’en connaisse pas véritablement le détail. Tirant les leçons des dégâts causés par les boulets sur la chaloupe disposée dans le sens de la marche, Suffren la fait suspendre sur l’arrière, au niveau de la galerie.
L’évolution de l’équipage est encore plus intéressante et témoigne des souffrances que pouvaient endurer les marins sur les vaisseaux de guerre du XVIIIe siècle. Le rôle de l’équipage du Héros, en excellent état de conservation et très bien tenu, permet de connaître avec une assez grande précision le sort des hommes qui ont appareillé de Brest en mars 1781, du moins tant qu’ils sont restés embarqués sur le vaisseau amiral. Cela ne signifie pas que l’historien ait une vision complète du destin de tous ceux qui ont vécu et combattu à bord. En effet, il est difficile de suivre tous les mouvements de personnel intervenus au cours de la campagne, et, par ailleurs, le document ne prend pas en compte la présence sur le bateau d’Indiens qui par moments ont constitué une partie non négligeable de l’équipage. C’est tout particulièrement le cas dans les derniers mois des opérations, où le cumul des pertes au combat, de maladie et par désertion ont obligé Suffren à embarquer des Cipayes, des Lascars et des esclaves. Ces auxiliaires – indispensables – n’ont pas relevé du même régime de solde et ont dû faire l’objet d’une comptabilité sommaire qui n’a pas été archivée.
Sur les 19 officiers et gardes de la marine partis de Brest, 8 seulement reviennent à Toulon à bord du Héros, 8 ont été débarqués pendant la campagne, 2 ont été tués au combat et un troisième est mort de ses blessures. Pour le reste du personnel on note que 88 hommes ont été tués au combat, 99 sont morts en mer de maladie ou de leurs blessures, 399 ont été hospitalisés au moins une fois dont 41 sont morts à l'hôpital, nombre sans doute sous-estimé. 49 hommes ont déserté. Le total des pertes définitives ou momentanées se montre à 635, nombre à comparer aux 712 hommes présents au départ de Brest. Outre l’embarquement provisoire de marins et soldats locaux, Suffren a comblé une partie des pertes en réquisitionnant des matelots sur les navires de transports ou les frégates et en redistribuant sur l’escadre les équipages de deux de ses navires échoués en 1782 (l’Orient et le Bizarre). Ces mouvements permanents compliquent le travail de recherche, d’autant qu’au retour Suffren a privilégié l’embarquement de marins provençaux pour faciliter le retour dans leurs familles, sachant qu’il a choisi de rentrer sur Toulon et non pas Brest, qui était pourtant le port de départ… C’est dire que l’équipage du Héros a été profondément remanié au cours de la campagne. Sans pouvoir donner de pourcentage exact, on peut estimer à 40 % environ le personnel parti de Brest et manquant à l'appel à l'arrivée à Toulon.
Mission inédite par son ampleur, Suffren utilise aussi le vaisseau comme transport de passagers. Féru d’expériences économiques et humaines, il a fait embarquer, au retour, une cinquantaine d’Indiens spécialisés dans la manufacture des cotonnades. Constatant la haute qualité du travail des tisserands de l’Hindoustan, Suffren et a eu l’idée d’engager un groupe d’hommes et de femmes « ouvriers en toile » pour les acclimater avec leurs techniques à Malte. Ils sont embarqués sur Le Héros aux frais du bailli et arrivent à Toulon avec lui pour être immédiatement acheminés vers Malte où leur protecteur espérait développer l’industrie textile en utilisant la production locale de coton.
Lorsque débute la Révolution française, Suffren est mort depuis quelques mois et Le Héros reste stationné à Toulon avec l'escadre du Levant. Au début de 1793, la guerre avec l’Angleterre reprend, mais Le Héros n’a pas l’occasion d’y participer. Le 29 août, Toulon, en pleine agitation contre-révolutionnaire, ouvre ses portes à la flotte anglaise qui y débarque une armée. L’escadre est neutralisée. Mais la contre-offensive des armées républicaines force les Anglais à évacuer. Le 18-19 décembre, ils incendient huit vaisseaux dont ils n’ont pu s’emparer. Le Héros en fait partie.

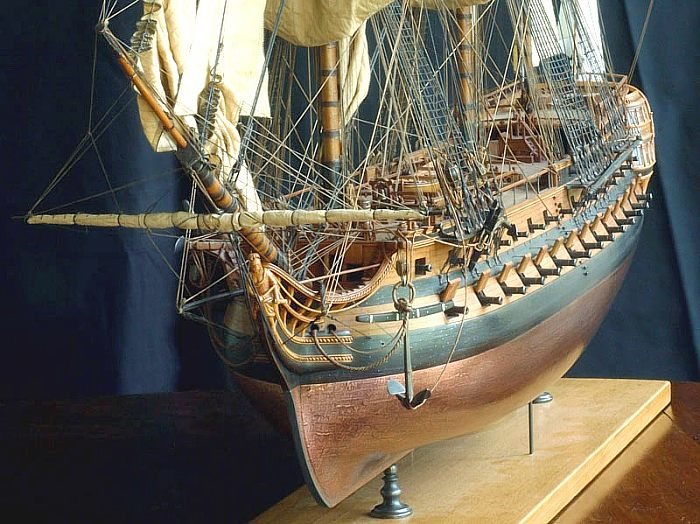
Vaisseau de 74 canons doublé de cuivre. Le doublage au cuivre, qui se généralise après 1775, fait du Héros un bon marcheur.
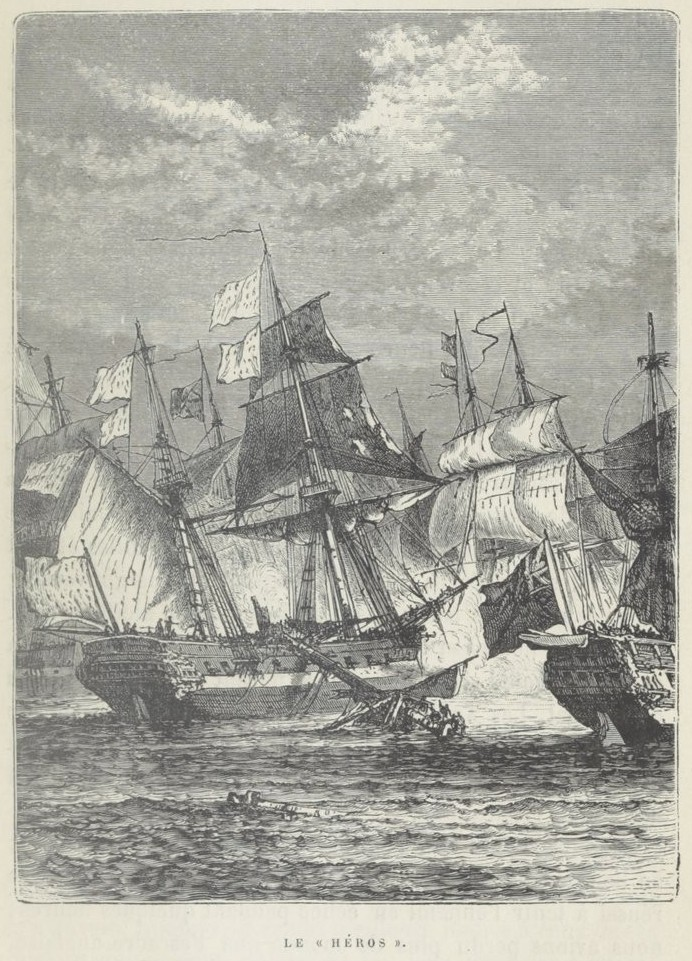
Le Héros endommagé au combat. Dessin imaginaire de 1884 (le vaisseau est représenté avec un seul pont).
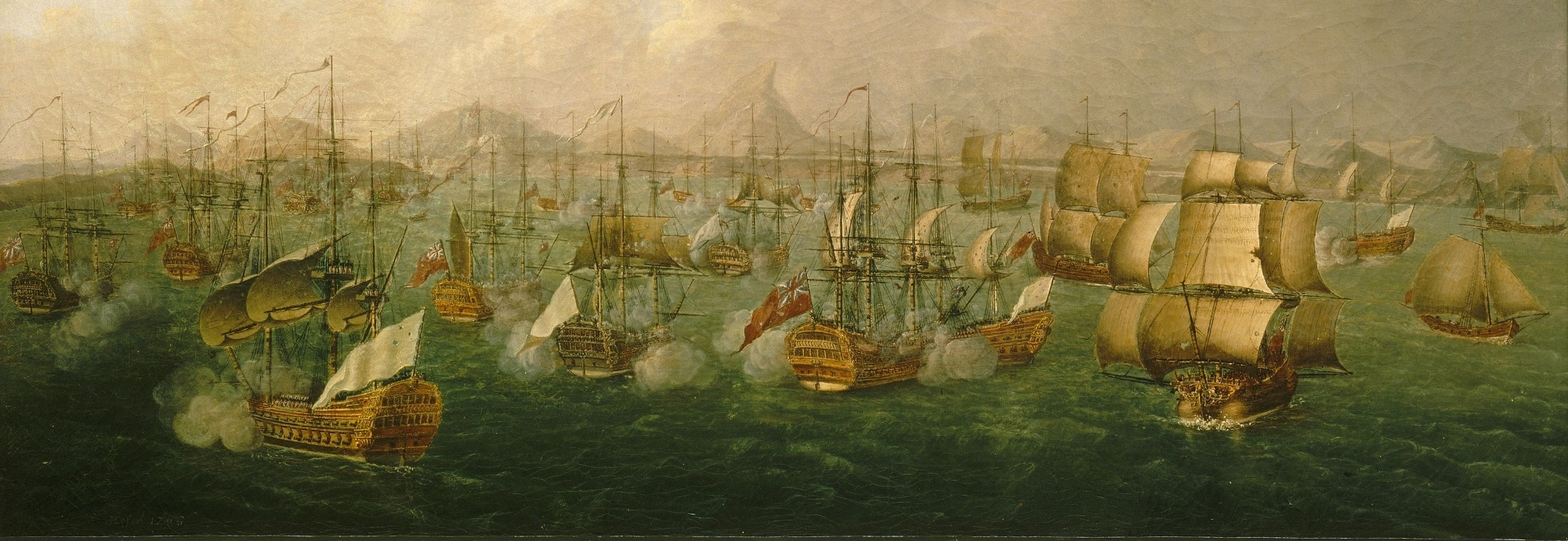
Bataille de Porto Praya, le 16 avril 1781. Le Héros est le vaisseau le plus engagé dans le combat et doit prendre en remorque un autre bâtiment.
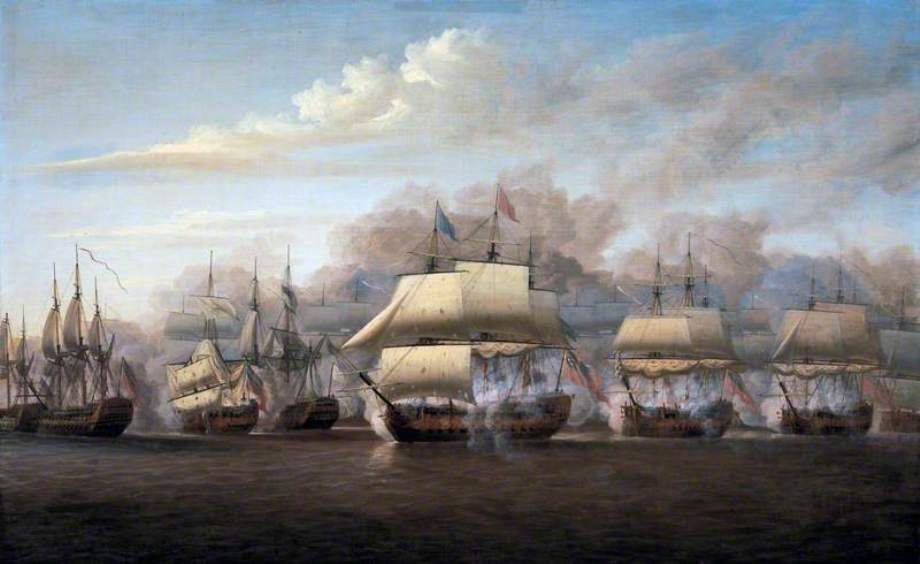
Bataille de Provédien, le 12 avril 1782. Suffren tente de rompre la ligne adverse, mais doit quitter le Héros pendant le combat car celui-ci est trop endommagé.
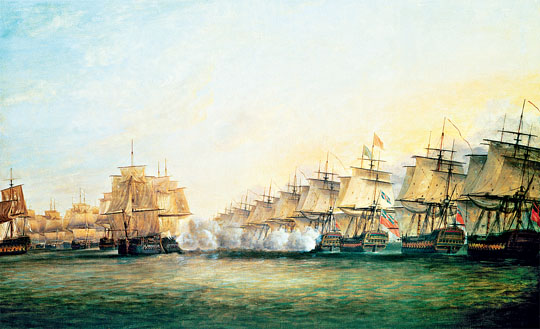
Bataille de Trinquemalay, le 3 septembre 1782. Le Héros, mal soutenu par les autres vaisseaux, y subit un démâtage complet et manque d’être perdu.
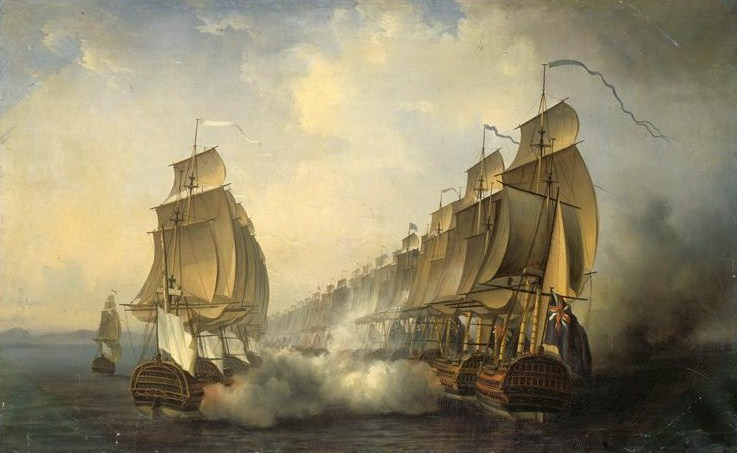
Bataille de Gondelour, le 20 juin 1783. Lors de ce dernier combat en Inde, Suffren n’embarque pas sur son vaisseau amiral mais sur une frégate.
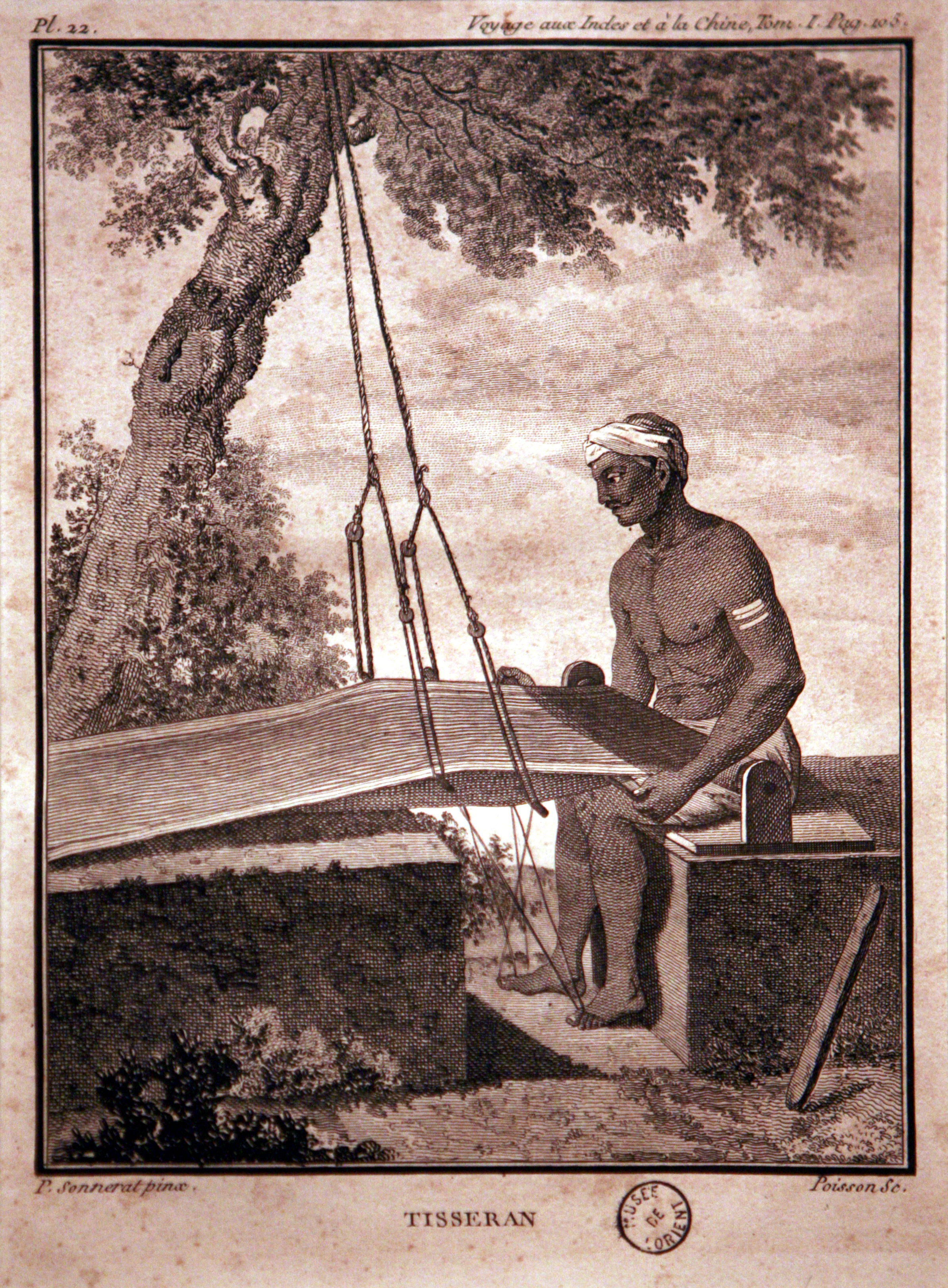
« Tisseran indien ». Suffren utilise aussi le Héros comme transport de passager en faisant venir à Malte un groupe de tisserands indiens.
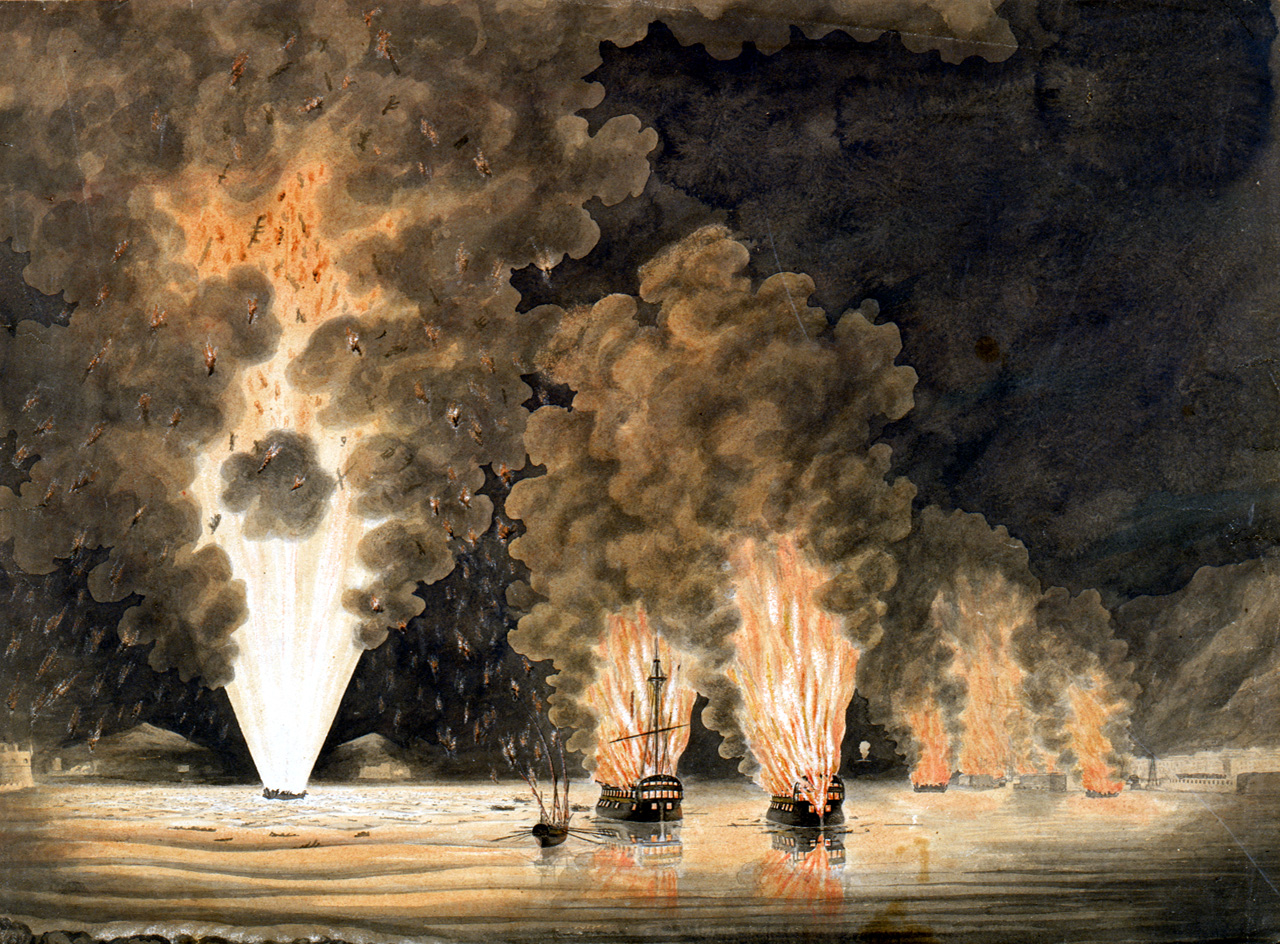
L'incendie des vaisseaux français lors du siège de Toulon. Le Héros fait partie des huit bâtiments détruits par les Anglais en décembre 1793.

### Sources et bibliographie
: document utilisé comme source pour la rédaction de cet article.
- Olivier Chaline (dir.), Philippe Bonnichon (dir.) et Charles-Philippe de Vergennes (dir.), Les marines de la Guerre d'Indépendance américaine (1763-1783) : L'instrument naval, t. 1, Paris, PUPS, 2013, 453 p. (ISBN 978-2-84050-890-8).
- Olivier Chaline (dir.), Philippe Bonnichon (dir.) et Charles-Philippe de Vergennes (dir.), Les marines de la Guerre d’Indépendance américaine (1763 – 1783) : L’opérationnel naval, t. 2, Paris, PUPS, 2018, 457 p. (ISBN 979-10-231-0585-8)
- Jean Meyer et Martine Acerra, Histoire de la marine française : des origines à nos jours, Rennes, Ouest-France, 1994, 427 p. [détail de l’édition] (ISBN 2-7373-1129-2, BNF 35734655)
- Alain Boulaire, La Marine française : De la Royale de Richelieu aux missions d'aujourd'hui, Quimper, éditions Palantines, 2011, 383 p. (ISBN 978-2-35678-056-0)
- Rémi Monaque, Suffren : un destin inachevé, édition Tallandier, 8 octobre 2009, 494 p. (ISBN 978-2-84734-333-5 et 2-84734-333-4)
- Rémi Monaque, Une histoire de la marine de guerre française, Paris, éditions Perrin, 2016, 526 p. (ISBN 978-2-262-03715-4)
- Martine Acerra et André Zysberg, L'essor des marines de guerre européennes : vers 1680-1790, Paris, SEDES, coll. « Regards sur l'histoire » (no 119), 1997, 298 p. [détail de l’édition] (ISBN 2-7181-9515-0, BNF 36697883)
- Michel Vergé-Franceschi, La Marine française au XVIIIe siècle : guerres, administration, exploration, Paris, SEDES, coll. « Regards sur l'histoire », 1996, 451 p. (ISBN 2-7181-9503-7)
- Michel Vergé-Franceschi (dir.), Dictionnaire d'Histoire maritime, Paris, éditions Robert Laffont, coll. « Bouquins », 2002, 1508 p. (ISBN 2-221-08751-8 et 2-221-09744-0)
- Guy Le Moing, Les 600 plus grandes batailles navales de l'Histoire, Rennes, Marines Éditions, mai 2011, 620 p. (ISBN 978-2-35743-077-8)
- Jean-Claude Castex, Dictionnaire des batailles navales franco-anglaises, Laval, (Canada), Les Presses de l’Université de Laval, 2004, 418 p. (ISBN 978-2-7637-8061-0, lire en ligne)
- Jean-Michel Roche, Dictionnaire des bâtiments de la flotte de guerre française de Colbert à nos jours (1671-1870), 2005 (ISBN 978-2-9525917-0-6, OCLC 165892922)
- Alain Demerliac, La Marine de Louis XVI : nomenclature des navires français de 1774 à 1792, Nice, Omega, 1996, 238 p. (ISBN 2-906381-23-3).
- Onésime Troude, Batailles navales de la France, t. 2, Paris, Challamel aîné, 1867, 469 p. (lire en ligne)
- Georges Lacour-Gayet, La marine militaire de France sous le règne de Louis XVI, Paris, éditions Honoré Champion, 1905 (lire en ligne)
- (en) George Alexander Ballard, « The last Battlefleet struggle in the bay of Bengal », The Mariner's Mirror, vol. 13,‎ 1927